# Thorbjörn Fälldin
Nils Olof Thorbjörn Fälldin (født 24. april 1926, død 23. juli 2016) var en svensk gårdmand og socialliberal politiker, der var Sveriges statsminister fra 1976 til 1978 og igen fra 1979 til 1982. Han var partileder for partiet Centerpartiet fra 1971 til 1985.

## Biografi
Thorbjörn Fälldin var medlem af Sveriges Rigsdag (1958-1964 og 1967-1985) samt Centerpartiets partileder (1971-1985). Efter valget i 1976 dannede han en borgerlig regeringskoalition og blev den første ikke-socialdemokratiske statsminister siden 1936. Han beholdt posten til 1978 og var igen statsminister fra 1979-1982.